# Toxorhina perproducta
Toxorhina perproducta är en tvåvingeart som beskrevs av Alexander 1956. Toxorhina perproducta ingår i släktet Toxorhina och familjen småharkrankar.
Artens utbredningsområde är Fiji. Inga underarter finns listade i Catalogue of Life.